# Nereis regia
Nereis regia är en ringmaskart som beskrevs av Jean Louis Armand de Quatrefages de Bréau 1866. Nereis regia ingår i släktet Nereis och familjen Nereididae. Inga underarter finns listade i Catalogue of Life.